# Joy Harjo
Joy Harjo és una poeta, música i escriptora mvskoke. Sovint és citada com una intel·lectual formidable en la segona onada del que el crític Kenneth Lincoln anomena renaixement amerindi de finals del segle xx.

## Biografia
Joy Harjo va néixer a Tulsa, Oklahoma el 1951 i és membre de la nació muscogee (creek), amb ascendència cherokee parcial. Es va graduar al Iowa Writers Workshop, a la Universitat de Iowa.
Coneguda sobretot com a poeta, Harjo també ha impartit classes a nivell universitari; ha tocat el saxo alt amb una banda anomenada Poetic Justice, ha editat revistes literàries i ha escrit guions.
El 1995, Harjo va rebre el Premi a la Trajectòria del Cercle d'Escriptors Nadius d'Amèrica.
El 2002 Harjo va rebre el premi PEN Open/Book, abans conegut com a Premi Beyond Margins per A Map to the Next World: Poetry and Tales. El 2008 va exercir de membre fundadora del Consell de Directors de la Fundació per a les Arts i Cultures Natives, per al qual actualment exerceix com a membre del seu Consell Assessor Nacional.
Harjo es va unir al Programa d'Estudis Amerindis de la Universitat d'Illinois a Urbana-Champaign el gener de 2013.

## Obres

### Poesia
- How We Became Human New and Selected Poems: 1975 - 2001.  W. W. Norton & Company, 2004. ISBN 9780393325348.
- A Map to the Next World W.W. Norton & Company, 2000, ISBN 9780393047905
- The Woman Who Fell From the Sky W.W. Norton, 1994, ISBN 9780393037159
- Fishing Ox Head Press, 1992
- In Mad Love and War.  Wesleyan University Press, 1990. ISBN 9780819511829.
- Secrets from the Center of the World.  University of Arizona Press, 1989. ISBN 9780816511136.
- The Woman Hanging from the Thirteenth Floor Window (1983)
- New Orleans (1983)
- She Had Some Horses.  Thunder's Mouth Press, 1983. ISBN 9781560251194.; W. W. Norton & Company, 2008, ISBN 9780393334210
- What Moon Drove Me to This? I. Reed Books, 1979, ISBN 9780918408167
- The Last Song, Puerto Del Sol, 1975
- Remember, Strawberry Press, 1981
- When the World As We Knew It Ended
- I Give You Back

### Com a editora
- Reinventing the Enemy's Language: Contemporary Native Women's Writings of North America, W.W. Norton & Company, 1998, ISBN 9780393318289

### No-ficció
- Crazy Brave: A Memoir.  W. W. Norton & Company, 2012. ISBN 9780393073461.
- Soul Talk, Song Language: Conversations with Joy Harjo.  Wesleyan University Press, 2011. ISBN 9780819571519.

### Literatura infantil
- For a Girl Becoming.  University of Arizona Press, 2009. ISBN 9780816527977.
- The Good Luck Cat.  Houghton Mifflin Harcourt, 2000. ISBN 9780152321970.